# Spiropes palmetto
Spiropes palmetto är en svampart som först beskrevs av W.R. Gerard, och fick sitt nu gällande namn av M.B. Ellis 1968. Spiropes palmetto ingår i släktet Spiropes, divisionen sporsäcksvampar och riket svampar.   Inga underarter finns listade i Catalogue of Life.